# Nächste-Nachbarn-Klassifikation

K-Nächste-Nachbarn in einer zweidimensionalen Punktmenge mit k=1 (dunkelblau) und k=5 (hellblau). Der Radius der Kreise ist nicht fest.

Die Nächste-Nachbarn-Klassifikation ist eine nichtparametrische Methode zur Schätzung von Wahrscheinlichkeitsdichtefunktionen. Der daraus resultierende K-Nearest-Neighbor-Algorithmus (KNN, zu Deutsch „k-nächste-Nachbarn-Algorithmus“) ist ein Klassifikationsverfahren, bei dem eine Klassenzuordnung unter Berücksichtigung seiner {\displaystyle k} nächsten Nachbarn vorgenommen wird. Der Teil des Lernens besteht aus simplem Abspeichern der Trainingsbeispiele, was auch als lazy learning („träges Lernen“) bezeichnet wird. Eine Datennormalisierung kann die Genauigkeit dieses Algorithmus erhöhen.

## k-Nearest-Neighbor-Algorithmus
Die Klassifikation eines Objekts {\displaystyle x\in \mathbb {R} ^{n}} (oft beschrieben durch einen Merkmalsvektor) erfolgt im einfachsten Fall durch Mehrheitsentscheidung. An der Mehrheitsentscheidung beteiligen sich die k nächsten bereits klassifizierten Objekte von {\displaystyle x}. Dabei sind viele Abstandsmaße denkbar (Euklidischer Abstand, Manhattan-Metrik usw.). {\displaystyle x} wird der Klasse zugewiesen, welche die größte Anzahl der Objekte dieser {\displaystyle k} Nachbarn hat. Für zwei Klassen kann ein Unentschieden bei der Mehrheitsentscheidung durch ein ungerades {\displaystyle k} verhindert werden.

Voronoi-Diagramm mit sieben Stützstellen

Für ein klein gewähltes {\displaystyle k} besteht die Gefahr, dass Rauschen in den Trainingsdaten die Klassifikationsergebnisse auf den Testdaten verschlechtert. Für {\displaystyle k=1} ergibt sich ein Voronoi-Diagramm. Wird {\displaystyle k} zu groß gewählt, besteht die Gefahr, Punkte mit großem Abstand zu {\displaystyle x} in die Klassifikationsentscheidung mit einzubeziehen. Diese Gefahr ist insbesondere groß, wenn die Trainingsdaten nicht gleichverteilt vorliegen oder nur wenige Beispiele vorhanden sind. Bei nicht gleichmäßig verteilten Trainingsdaten kann eine gewichtete Abstandsfunktion verwendet werden, die näheren Punkten ein höheres Gewicht zuweist als weiter entfernten. Ein praktisches Problem ist auch der Speicher- und Rechenaufwand des Algorithmus bei hochdimensionalen Räumen und vielen Trainingsdaten.

## Pseudocode-Beispiel
```
function
 
KNaechsteNachbarn
(
trainDaten
,
 
trainLabels
,
 
neuerPunkt
,
 
k
=
3
)

    
"""      

    Parameter:

        trainDaten (Liste von Listen): Trainingsdaten (Merkmalsvektoren).

        trainLabels (Liste): Zugehörige Klassenlabels.

        neuerPunkt (Liste): Zu klassifizierender Datenpunkt.

        k (Ganzzahl): Anzahl der zu berücksichtigenden nächsten Nachbarn.

    

    Rückgabe:

        Vorhergesagtes Klassenlabel (Ganzzahl).

    """

    

    
# 1. Prüfung auf gleiche Dimension aller Punkte

    
dimension
 
=
 
length
(
neuerPunkt
)

    
for
 
index
,
 
trainingspunkt
 
in
 
trainDaten
:

        
if
 
length
(
trainingspunkt
)
 
!=
 
dimension
:

            
error
(
"Trainingspunkt "
 
+
 
index
 
+
 
" hat falsche Dimension: "
 

			      
+
 
length
(
trainingspunkt
)
 
+
 
" statt "
 
+
 
dimension
)

    

    
# 2. Sicherstellung eines gültigen k-Werts

    
anzahlTrainingspunkte
 
=
 
length
(
trainDaten
)

    
if
 
k
 
<=
 
0
:

        
k
 
=
 
1
  
# Mindestens ein Nachbar muss berücksichtigt werden

    
elif
 
k
 
>
 
anzahlTrainingspunkte
:

        
k
 
=
 
anzahlTrainingspunkte
  
# k darf nicht größer als die Datenmenge sein

    
# 3. Berechnung der quadrierten euklidischen Distanzen

    
distanzen
 
=
 
[]

    
for
 
index
,
 
trainingspunkt
 
in
 
trainDaten
:

        
distanzQuadrat
 
=
 
0

        
# Summe der quadrierten Differenzen in allen Dimensionen

        
for
 
i
 
in
 
0
 
bis
 
dimension
-
1
:

            
differenz
 
=
 
trainingspunkt
[
i
]
 
-
 
neuerPunkt
[
i
]

            
distanzQuadrat
 
=
 
distanzQuadrat
 
+
 
(
differenz
 
*
 
differenz
)

        
# Speichere Tupel aus (Distanzquadrat, Index)

        
distanzen
.
hinzufügen
((
distanzQuadrat
,
 
index
))

    
# 4. Sortierung der Distanzen und Auswahl der k nächsten Nachbarn

	
# Aufsteigend nach Distanzquadrat

    
distanzen
.
sortiere
(
nach
 
=
 
x
 
->
 
x
[
0
])
  

    
nachbarIndizes
 
=
 
[]

    
for
 
i
 
in
 
0
 
bis
 
k
-
1
:

	
# Extrahiere Indizes der k kleinsten Distanzen

        
nachbarIndizes
.
hinzufügen
(
distanzen
[
i
][
1
])
  

    
# 5. Mehrheitsentscheid (Majority Vote mit Tie-Breaking)

    
klassenAnzahl
 
=
 
{}

    
for
 
index
 
in
 
nachbarIndizes
:

        
label
 
=
 
trainLabels
[
index
]

        
if
 
label
 
in
 
klassenAnzahl
:

            
klassenAnzahl
[
label
]
 
=
 
klassenAnzahl
[
label
]
 
+
 
1

        
else
:

            
klassenAnzahl
[
label
]
 
=
 
1

    

    
# Bestimmung der Siegerklasse mit Gleichstandsregelung

    
maxStimmen
 
=
 
max
(
klassenAnzahl
.
werte
())

    
kandidaten
 
=
 
[]

    
for
 
klasse
,
 
stimmen
 
in
 
klassenAnzahl
:

        
if
 
stimmen
 
==
 
maxStimmen
:

            
kandidaten
.
hinzufügen
(
klasse
)

    

    
# Wähle die kleinste Klassenkennung als Tie-Breaker (z. B. 0 < 1)

    
return
 
min
(
kandidaten
)

```